# Dorgali
Dorgali település Olaszországban, Szardínia régióban, Nuoro megyében. Lakosainak száma 8333 fő (2023. január 1.). Dorgali Baunei, Galtellì, Lula, Nuoro, Oliena, Orgosolo, Orosei, Orune és Urzulei községekkel határos.

## Népesség
A település lakossága az elmúlt években az alábbi módon változott:
| Lakosok száma | 8602 | 8596 | 8333 |
|               | 2017 | 2018 | 2023 |